# Grabbezirk des Koroibos

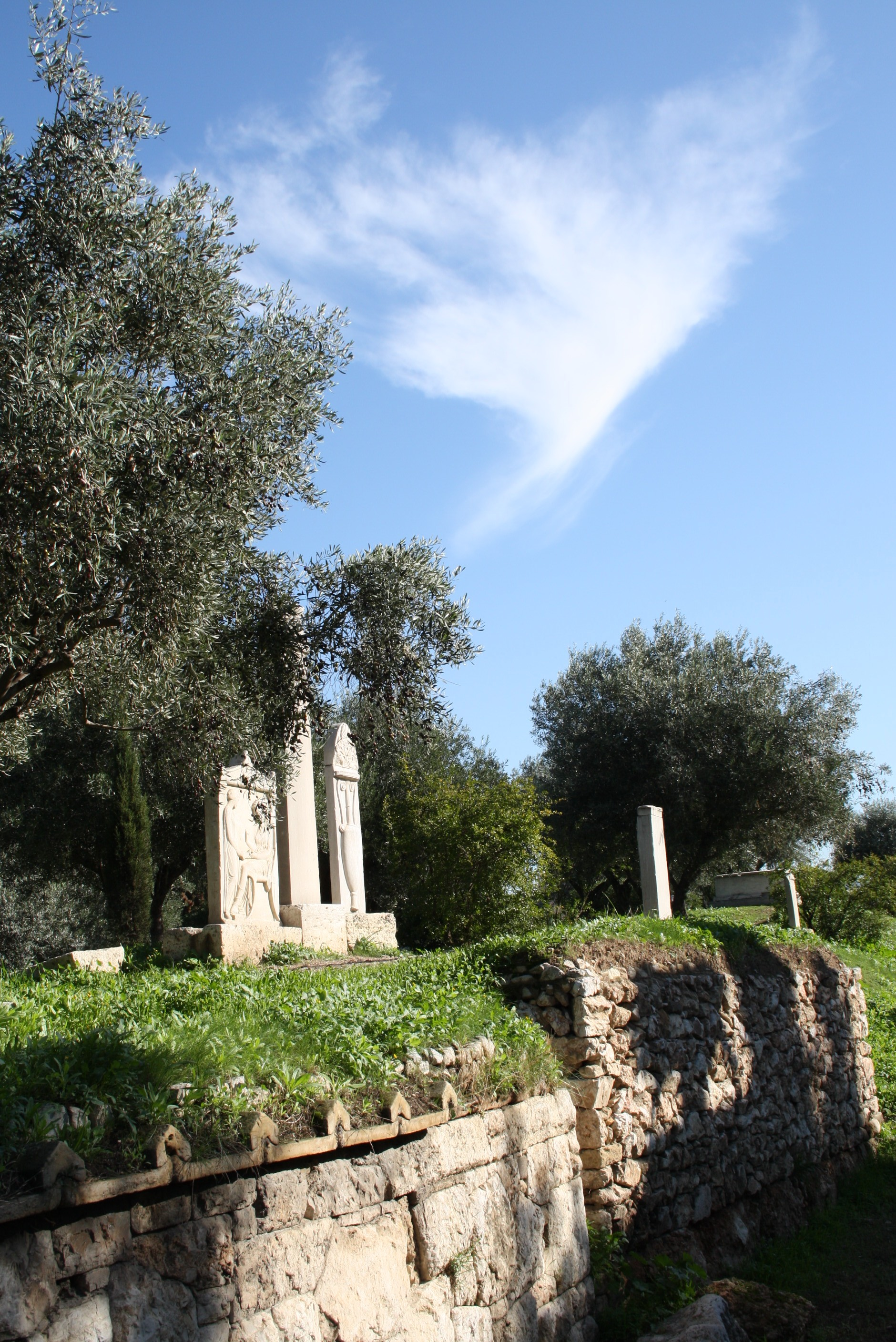
Im Vordergrund der Grabbezirk des Koroibos an der Straße, im Hintergrund einzelne Grabstelen.

Der Grabbezirk des Koroibos aus dem Demos Melite ist eines der bekanntesten erhaltenen Grabensembles des Kerameikos, des bedeutendsten und größten antiken Friedhofs von Athen. Besonders bekannt ist die hier gefundene Grabstele der Hegeso.
Der Grabbezirk des Koroibos liegt an der Nordseite der Gräberstraße (Bezirk XVIII), rechts neben dem Grabbezirk des Eubios und links neben drei einzelnen Stelen, darunter die Stele der Samakion und die Stele des Reiters Menes. Die Frontmauer hat eine Breite von 7,60 Meter. Es ist nicht mehr klar, ob die Mauer ursprünglich aus Steinquadern oder Lehmziegeln errichtet wurde, bei den Zerstörungen des Jahres 338 v. Chr., als die Makedonen unter Philipp II. Athen eroberten, wurde der Grabbezirk arg in Mitleidenschaft gezogen, die Mauersteine wurden abgetragen und danach nicht erneuert. Bei den Restaurierungen nach der Ausgrabung wurde die Mauer aus Bruchsteinen als Trockenmauer ausgeführt und auf dem antiken Fundament errichtet.

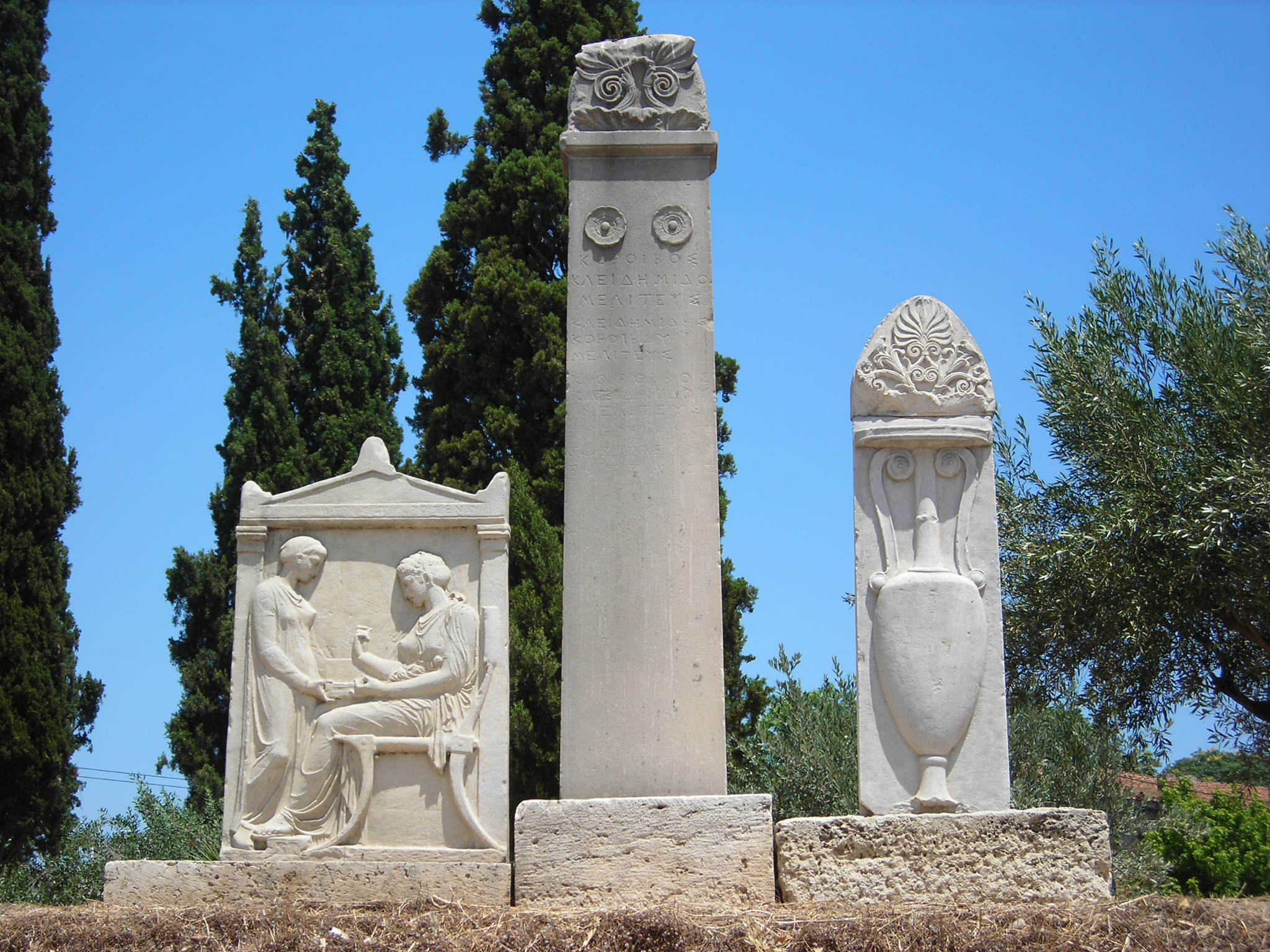
Die drei Grabdenkmale in heutiger Aufstellung.

Ursprünglich standen die Grabdenkmäler auf einem flachen Tumulus. Anders als viele andere Grabmale des Kerameikos standen sie nicht direkt an der Straße, sondern etwas nach hinten versetzt im Raum. Sie sind bedingt durch die örtlichen Gegebenheiten dicht aneinander gereiht. Die exakt parallele Ausrichtung verhinderte eine gegenseitige Verschattung. Im Zentrum stand eine 2,80 Meter hohe Palmettenstele. Auf ihr ließ der Grabgründer Koroibos, Sohn des Kleidemides, seinen Namen unter den Palmetten einmeißeln. Koroibos trägt denselben Namen wie der Architekt, den Perikles mit Metagenes und Xenokles mit der Erneuerung des Telesterions in Eleusis beauftragt hatte. Martha Weber ist sicher, dass es sich um dieselbe Person handelt, Jutta Stroszeck ist vorsichtiger. Später wurden die Namen der nachfolgenden Grabbesitzer eingemeißelt, Koroibos’ Sohn Kleidemides und dessen Sohn Koroibos. Nach der Zerstörung 338 v. Chr. wechselte das Grab den Besitzer. Auch der neue Eigentümer ließ seinen Namen auf der zentralen Stele verewigen: Euthydemos, Sohn des Sosikles aus einem der beiden Demen namens Eitea. Später ließ dessen Sohn Sosikles seinen Namen ergänzen. Anhand der Stele kann man sehr gut nachvollziehen, wie sehr sich das Niveau des Kerameikos in den Jahrhunderten verändert hatte. Die Stele des Koroibos stand bis zu ihrer Ausgrabung immer aufrecht. Beschädigungen an ihrer Spitze zeigen Spuren von Wagenrädern. Somit ist das Niveau in der Gräberstraße im Laufe der Zeit mehrere Meter angestiegen, bis die Stele in frühchristlicher Zeit schließlich komplett unter der Erde verschwunden war. Heute befindet sich die Stele als einziges Original im Grabbezirk.
Links neben der Stele stand die berühmte Grabstele der Hegeso, die an das Ende des 5. Jahrhunderts v. Chr. datiert wird. Heute wird das Original im Archäologischen Nationalmuseum in Athen ausgestellt (Inventarnummer 3624). Im Gelände des Kerameikos befindet sich heute eine moderne Kopie, die in die originale Kalksteinbasis eingelassen wurde. In der Basis ist links neben dem Relief noch Platz für ein marmornes Gefäß, das nicht erhalten ist, für das aber eine Einlassung in der Basis erhalten ist. Anders als die zentrale Grabstele führte die Stele für Hegeso den Wohlstand der Familie des Grabbesitzers vor Augen. Die Inschrift Hegeso des Proxenos lässt im Unklaren, ob sie Frau oder Tochter eines Proxenos war. Möglicherweise war sie die Tochter eines Proxenos aus Acharnai und hat damit in die Familie des Koroibos eingeheiratet. Das Relief steht wohl auch symbolisch für die anderen Frauen der Familie.
Rechts neben der Palmettenstele steht eine Kopie der Stele für Kleidemos, den Sohn des Kleidemides aus dem Demos Melite. Das Original wird im Kerameikos-Museum (Inventarnummer 274 – P 1072) aufbewahrt. Die Stele zeigt eine Loutrophore im Relief. Das weist den Verstorbenen, für den sie aufgestellt wurde, als unverheirateten Mann aus. Die erhaltene Inschrift nennt als Person, für die die Stele errichtet wurde, den Bruder des Grabstifters Koroibos, Kleidemides. Dargestellte Loutrophoren waren ein Code, der den Menschen der griechischen Antike geläufig war. Das Gefäß hatte mit der Hochzeit zu tun, weshalb hier klar war, dass der Verstorbene keine Nachkommen hatte und darauf angewiesen war, dass auch Fremde für seinen Grabkult sorgten, wozu schon das Lesen der Inschrift und das Aussprechen des Namens zählten. Die Basis zeigt noch Spuren von rotem Stuck, wahrscheinlich war sie zuvor anderswo in Benutzung und wurde hier wiederverwendet. Beiderseits der Loutrophore ist ein Grabepigramm zu lesen, das für den um 400 verstorbenen Kleidemos gedacht war.
Seit der Errichtung der drei Reliefs, chronologisch zuletzt das der Hegeso, wurden diese offenbar nicht mehr verändert. Selbst für die Zeit nach der Zerstörung 338 v. Chr. ist keine Reparatur oder Renovierung erkennbar. Somit standen die drei Stelen immer im Verband. Die Grabdenkmäler wurden schon früh bei den Ausgrabungen der Archäologischen Gesellschaft Athen von Athanasios S. Rhousopoulos (1823–1898) im Jahr 1870 gefunden. Bei späteren Ausgrabungen des Deutschen Archäologischen Instituts zwischen 1936 und 1940 unter der Leitung von Karl Kübler wurden der Grabbezirk und seine Gräber freigelegt und anschließend restauriert.